# Sune Larsson
Sune Larsson (ur. 21 czerwca 1930) – szwedzki biegacz narciarski. W 1954 roku wystartował na mistrzostwach świata w Falun. Osiągnął tam największy sukces w swojej karierze wspólnie z Arthurem Olssonem, Sixtenem Jernbergiem i Perem-Erikiem Larssonem, zdobywając brązowy medal w sztafecie 4x10 km.

## Osiągnięcia

### Mistrzostwa świata
| Miejsce | Dzień     | Rok  | Miejscowość | Konkurencja             | Czas biegu | Strata | Zwycięzca        |
| ------- | --------- | ---- | ----------- | ----------------------- | ---------- | ------ | ---------------- |
| 29.     | 17 lutego | 1954 | Falun       | 15 km stylem klasycznym | 55:26      | +3:47  | Veikko Hakulinen |
| 3.      | 20 lutego | 1954 | Falun       | Sztafeta 4x10 km        | 2:16:47    | +2:12  | Finlandia        |